# Istarska županija
Istarska županija (talj. Regione Istriana), najzapadnija hrvatska županija koja uključuje najveći dio Istarskog poluotoka (2820 od 3120 četvornih kilometara hrvatskog dijela Istre). Upravno sjedište županije je Pazin, a političko i gospodarsko Pula. Sastoji se od 10 gradova i 31 općine.

## Upravna podjela
Županija je stvorena od bivših općina Buje, Buzet, Labin, Pazin, Pula, Poreč i Rovinj. 
Županija je načinjena od 10 gradova i 31 općine.

### Gradovi
| naziv (tal.)                  | slika |
| ----------------------------- | ----- |
| Buje (Buie)                   |       |
| Buzet (Pinguente)             |       |
| Labin (Albona)                |       |
| Novigrad (Cittanova d'Istria) |       |
| Pazin (Pisino)                |       |
| Poreč (Parenzo)               |       |
| Pula (Pola)                   |       |
| Rovinj (Rovigno)              |       |
| Umag (Umago)                  |       |
| Vodnjan (Dignano)             |       |

### Općine
| Naziv (tal.)                                 |
| -------------------------------------------- |
| Bale (Valle)                                 |
| Barban (Barbana)                             |
| Brtonigla (Verteneglio)                      |
| Cerovlje (Cerreto)                           |
| Fažana (Fasana)                              |
| Funtana (Fontane)                            |
| Gračišće (Gallignana)                        |
| Grožnjan (Grisignana)                        |
| Kanfanar (Canfanaro)                         |
| Karojba (Caroiba)                            |
| Kaštelir-Labinci (Castellier-Santa Domenica) |
| Kršan (Chersano)                             |
| Lanišće (Lanischie)                          |
| Ližnjan (Lisignano)                          |
| Lupoglav (Lupogliano)                        |
| Marčana (Marzana)                            |
| Medulin (Medolino)                           |
| Motovun (Montona)                            |
| Oprtalj (Portole)                            |
| Pićan (Pedena)                               |
| Raša (Arsia)                                 |
| Sveta Nedelja (Santa Domenica)               |
| Sveti Lovreč (San Lorenzo del Pasenatico)    |
| Sveti Petar u Šumi (San Pietro in Selve)     |
| Svetvinčenat (Sanvincenti)                   |
| Tar-Vabriga (Torre-Abrega)                   |
| Tinjan (Antignana)                           |
| Višnjan (Visignano)                          |
| Vižinada (Visinada)                          |
| Vrsar (Orsera)                               |
| Žminj (Gimino)                               |

## Stanovništvo
Prema popisu stanovništva iz 2021. Istarska županija je imala 195.237 stanovnika, a gustoća naseljenosti iznosila je 69,41 %.
| broj stanovnika | 117719 | 133518 | 160000 | 176196 | 194455 | 236981 | 215167 | 223949 | 183344 | 175094 | 176838 | 175199 | 188332 | 204346 | 206344 | 208055 | 195237 |
|                 | 1857.  | 1869.  | 1880.  | 1890.  | 1900.  | 1910.  | 1921.  | 1931.  | 1948.  | 1953.  | 1961.  | 1971.  | 1981.  | 1991.  | 2001.  | 2011.  | 2021.  |

### Etnički sastav

#### Popis 2011.
Struktura stanovništva 2011.
- Hrvati 142 173 (68,33 %)
- Talijani 12 542 (6,03 %)
- Srbi 7206 (3,46 %)
- Bošnjaci 6146 (2,9 %)
- Albanci 2393 (1,15 %)
- Slovenci 1793 (1 %)
- regionalno izjašnjeni 25 203 (12,11 %)
- neopredijeljeni 4078 (1,96 %)

### Najčešća prezimena
Prema popisu stanovništva iz 2011. deset najčešćih prezimena u Istarskoj županiji su:
1. Benčić
2. Buršić
3. Radolović
4. Peruško
5. Miletić
6. Božić
7. Brajković
8. Matošević
9. Poropat
10. Ivančić

## Zemljopis
Dužina obale iznosi 445 km, a s otocima 539,9 km. Najzapadnija točka je u Savudriji, dok je najjužnija točka u blizini Premanture (Kamenjak).

### Tlo
Tlo je pretežito vapneničko, pretežito s nedovoljno vode zbog tipičnog krškog reljefa. Sjeverno-istočni dio je produžetak Dinarskih Alpi. Najviša točka je Vojak na planini Učka 1401 metara nadmorske visine. Postoje tzv. "bijela", "siva" i "crvena" Istra. Bijela Istra je u okolo planinskih vrhova, siva Istra je plodna zemlja u unutrašnjosti Istre dok je crvena Istra (crljenica) u blizini obale.

### Reljef
Područja poput Jame Baredine blizu Poreča ili podzemna rijeka Foiba u Pazinu su popularne geološke atrakcije. Kamenolom u blizini Rovinja je posebno prilagođen proučavanju geologije. Najduža rijeka, Mirna, samo je 32 km duga s ušćem blizu Novigrada. Ostale rijeke u Istri su Dragonja, Raša itd.
Kontinentalne ravnice i doline su primarno namijenjene poljoprivredi. Bliže moru, zemlja se koristi za uzgoj grožđa, smokvi te maslina. Glavne značajke poljoprivrede u Istri su proizvodnja ekološki uzgojene hrane i kvalitetnog vina, te maslinarstvo. Obalna područja i otoci obiluju raznovrsnom mediteranskom vegetacijom, prvenstveno crnogoričnom šumom – zelenom makijom, (većinom crnika i planika). Drveće, većinom hrastovina i borovina, pokrivaju trećinu teritorija.
Poznati prirodni rezervati, nacionalni park Brijuni i Park prirode Učka, zakonom su zaštićena područja. Ostala zanimljiva mjesta su Limski kanal, šuma u blizini Motovuna, Zlatni Rt, Šijanska šuma u blizini Pule, zaštićeni krajolik Kamenjak na najjužnijoj točki poluotoka, rezervat Palud (ornitologija) u blizini Rovinja. Brijunski arhipelag je zanimljivo odredište s biljnim staništem od oko 680 biljnih vrsta.

### Klima
Klima je mediteranska, veoma ugodna, s najvišom prosječnom temperaturom zraka od 24 °C u kolovozu i najnižom prosječnom temperaturom od 5°C u siječnju. Ljeta su suha i topla s više od 10 sati sunca dnevno. Temperature iznad 10 °C su prisutne više od 240 dana u godini. Ekstremne vrućine (više od 30 °C) traju najviše tri tjedna. Iako su temperature zraka niže od onih u Dalmaciji, Jadransko more je toplije, dosežući 26 °C u Kolovozu, a najhadnije u ožujku (9 – 11 °C). Ovdje postoje dvije vrste vjetrova – bura koja donosi hladno i vedro vrijeme sa sjevera zimi, i jugo koje donosi kišu ljeti. Maestral je lagani ljetni povjetarac koji puše s kopna na more. Salinitet mora je 0,037 %.

## Povijest
Špilje u blizini Pule, Šandalja i Romualdova špilja, mjesta su arheoloških nalaza iz kamenog doba. Na području Istre se također nalaze i mjesta arheoloških nalaza iz mlađeg kamenog doba (6000 – 2000. pr. Kr.). Više od 400 lokaliteta potiče iz brončanog doba. Mnogi pronalasci poput oružja, alata i nakita potiču iz ranijeg željeznog doba.
Rimljani su Istarski poluotok nazivali terra magica. Ime "Istra" potiče od ilirskog plemena Histri koji su živjeli na tom području. Rimljani su ih opisali kao gusare koje je bilo teško pokoriti. Konačno, nakon dvaju vojnih pohoda, 177. Rimljani pokoravaju Histre. Padom zapadnog Rimskog Carstva 476., Istru zauzimaju Langobardi i Ostrogoti. Krajem 6. stoljeća,[nedostaje izvor] dolaze Hrvati[nedostaje izvor] i grade svoja prva naselja. 789. Istra pada pod vlast Franaka. Godine 1267. postaje dio Mletačke Republike, a 1797. dio Habsburške Monarhije (kratkotrajno pod vlašću Napoleona od 1805. – 1813.).
Počevši od 1861., Poreč postaje glavni grad i sjedište regionalnog parlamenta u Austro-Ugarskom Carstvu. Prema Rapalskom ugovoru, od 1920. do 1943. Istra je dio Italije. U ovome razdoblju stanovništvo Istre podvrgnuto je prisilnoj talijanizaciji i mnogi Hrvati završavaju u zatvoru.  Nakon Drugog svjetskog rata Istra je priključena Jugoslaviji, te je tako ujedinjena s maticom Hrvatskom. Velika većina Talijana protjerana je u matičnu zemlju.
Slavni pojedinci poput Roberta Kocha i pisca Jamesa Joycea živjeli su i radili u Istri. Pjesnik Dante Alighieri posjetio je i pisao o Istri nakon što ga je ona inspirirala.

## Gospodarstvo
Vrlo je razvijena prerađivačka industrija, s tradicijskom poljoprivredom, ribolov, izgradnja i proizvodnja građevnih materijala (vapno, cement, opeka, kamen), trgovina i prijevozništvo. Najrazvijenije grane industije su prerada metala, drva (namještaj), stakla, plastike, tekstila, duhana... Prema ekonomskim pokazateljima, vodeće djelatnosti su prerađivačka industrija, turizam i trgovina. Ulažu se veliki napori u poljoprivredu i proizvodnju ekološki uzgojene hrane, vina i uzgoj maslina. Bruto domaći proizvod županije je 2016. godine iznosio 2,93 milijardi eura, što je 6,3% BDP-a Republike Hrvatske a po osobi to iznosi 14 119 eura.[nedostaje izvor]
Istra je, prema izboru vodiča Flos Olei, osam puta birana za najbolju maslinarsku regiju u svijetu (2017. – 2024.).

### Turizam
Organizirani turizam u Istri potječe još iz doba Rimljana, kada je car Vespazijan sagradio amfiteatar u Puli (Pulska arena) u svrhu zabave. Za vrijeme vladavine Austro-Ugarskog Carstva (1866.), članovi austrijske i mađarske kraljevske obitelji počeli su posjećivati lokalna mjesta i otkrili Poreč. Značajni napori su uloženi u razvoj turističke infrastrukture nakon završetka Drugog svjetskog rata. U kombinaciji s prirodnim ljepotama, bogatom povijesnom i kulturnom baštinom, sva uložena sredstva su se višestruko isplatila rezultirajući brzim razvojem zapadne obale Istre (Poreč, Rovinj, Umag, Novigrad, Vrsar i Fažana). Na istočnoj strani obale razvio se turističko središte Rabac a na jugoistoku Medulin i Ližnjan.
Istra je bila i još uvijek je najznačajnija turistička destinacija u Hrvatskoj, koja ugošćava goste iz zapadne i središnje Europe. Istra je najposjećenija turistička regija s 27 % svih posjetitelja u Hrvatskoj.[nedostaje izvor]

## Himna
| »          | Krasna zemljo, Istro mila dome roda hrvatskog Kud se ori pjesan vila, s Učke tja do mora tvog. Glas se čuje oko Raše, čuje Mirna, Draga, Lim Sve se diže što je naše za rod gori srcem svim. Slava tebi Pazin – grade koj' nam čuvaš rodni kraj Divne li ste, oj Livade nek' vas mine tuđi sjaj! Sva se Istra širom budi Pula, Buzet, Lošinj, Cres Svud pomažu dobri ljudi nauk žari kano krijes. | « |
| Ivan Cukon | |   |

## Kulturno-povijesne Znamenitosti
- Amfiteatar u Puli
- Eufrazijeva bazilika
- Slavoluk Sergijevaca
- Herkulova vrata
- Crkva sv. Eufemije
- Augustov hram
- Mletačka utvrda u Puli (tzv. Kaštel)
- Nezakcij

- Amfiteatar u Puli
- Eufrazijeva bazilika
- Slavoluk Sergijevaca

## Vanjske poveznice
- Službena stranica županije

|  | Portal Hrvatske – Pristup člancima s tematikom o Hrvatskoj. |